# Anders Fröhling
Anders Fröhling, född 21 juni 1932 i Stockholm, död 13 juni 2009, var en svensk jurist som var lagman i Södertälje tingsrätt från 1990 till 1999.
Fröhling blev juris kandidat vid Stockholms högskola 1958 och genomförde sin tingstjänstgöring 1958-1961 innan han blev fiskal i Svea hovrätt 1962. Han var rådman i Södertälje tingsrätt 1971–1981, hovrättsråd i Svea hovrätt 1982–1988, chefsrådman i Huddinge tingsrätt 1988–1990 och lagman i Södertälje tingsrätt 1990–1999. Han var ordförande i Salems kommunfullmäktige från 1991
Fröhling var son till byråsekreterare Bertil Fröhling och hans maka Ingrid, född Johnson. Han var gift från 1957 med Inger, gymnastikdirektör, född Nordström 1931.